# Abena Oppong-Asare
Abena Oppong-Asare, née le 8 février 1983, est une femme politique britannique, membre du Parti travailliste (Labour).
Elle est députée pour Erith et Thamesmead depuis 2019. Elle et Bell Ribeiro-Addy, toutes deux élues aux élections générales de 2019, sont les premières femmes députées ghanéennes britanniques,. 

## Jeunesse
Oppong-Asare est d'origine ghanéenne et étudie la politique et les relations internationales à l'Université du Kent, où elle obtient également une maîtrise en droit international et en relations internationales. 

## Carrière politique
Elle est présidente du Réseau des femmes travaillistes. De 2014 à 2018, elle est conseillère du parti travailliste pour le quartier Erith du conseil de Bexley, et chef adjoint du groupe travailliste de l'opposition de 2014 à 2016. Elle est aussi assistante parlementaire et agente de liaison avec les circonscriptions, et conseille la ministre fantôme de la prévention de la violence à l'égard des femmes et des filles, Seema Malhotra. Elle se présente pour être la future candidate parlementaire travailliste à Erith et Thamesmead lorsque la députée sortante Teresa Pearce annonce son retrait aux élections suivantes. 
Le 14 janvier 2020, elle est nommée secrétaire parlementaire privée du nouveau secrétaire d'État à l'Environnement, à l'Alimentation et aux Affaires rurales du cabinet fantôme, Luke Pollard. 
Le 16 avril 2020, Oppong-Asare est nommée secrétaire parlementaire privée de la nouvelle chancelier de l'Échiquier du cabinet fantôme, Anneliese Dodds. 